# Oliver Lafayette
Oliver Lafayette (ur. 6 maja 1984 w Baton Rouge) – amerykański koszykarz, występujący na pozycjach rozgrywającego lub rzucającego obrońcy, posiadający także chorwackie obywatelstwo, reprezentant tego kraju, obecnie zawodnik bośniackiego Igokea.
W 2007 został wybrany w drafcie do ligi USBL z numerem 15 przez Kansas Cagerz. Rok później Erie BayHawks wybrało go w naborze do D-League z numerem 58.
W 2007 reprezentował Sacramento Kings podczas letniej ligi NBA w Las Vegas. W 2010 bronił barw Boston Celtics w Orlando.
5 października 2011 został zawodnikiem Asseco Prokomu Gdynia. 18 stycznia 2012 opuścił klub.

## Osiągnięcia
Stan na 13 marca 2019, na podstawie, o ile nie zaznaczono inaczej.
NCAA
- Zaliczony do:
  - I składu:
    - turnieju konferencji USA (2007)
    - defensywnego konferencji USA (200&)

  - II składu konferencji USA (2006, 2007)
- Lider:
  - NCAA w liczbie przechwytów (105 – 2006)
  - konferencji USA w:
    - średniej przechwytów (3,4 – 2006, 2,4 – 2007)
    - liczbie:
      - przechwytów (105 – 2006, 78 – 2007)
      - oddanych rzutów za 3 punkty (270 – 2006)

Drużynowe
- Mistrz:
  - Eurocup (2014, 2017)
  - Grecji (2015)
  - Włoch (2016)
  - Litwy (2013)
  - turnieju The Basketball Tournament (TBT – 2017)
- Wicemistrz:
  - Euroligi (2015)
  - Turcji (2012)
- Zdobywca:
  - pucharu:
    - Włoch (2016)
    - Bośni i Hercegowiny (2019)

  - superpucharu Litwy (2012)
- Finalista superpucharu Włoch (2015)

Indywidualne
- MVP tygodnia:
  - Ligi Endesa (31 - 2013/2014)
  - D-League (5.04.2010, 27.12.2010)
- Uczestnik meczu gwiazd ligi litewskiej (2013)

Reprezentacja
- Uczestnik mistrzostw świata (2014 – 10. miejsce)